# Kolopsoides
Kolopsoides is een geslacht van uitgestorven buideldieren uit de familie Diprotodontidae van de orde Diprotodontia.